# Veliki Modruš Potok
Veliki Modruš Potok – wieś w Chorwacji, w żupanii karlowackiej, w gminie Netretić. W 2011 roku liczyła 21 mieszkańców.